# Ibrahima Diaw (handball)
Pour les articles homonymes, voir Diaw et Ibrahima Diaw.
Ibrahima Diaw, né le 28 novembre 1979 à Poissy, est un joueur puis entraîneur franco-sénégalais de handball.

## Biographie
Ibrahima Diaw découvre le handball à l'âge de 15 ans, en suivant un de ses amis à un entrainement. Après avoir découvert le handball aux Mureaux, Ibrahima Diaw rejoint Plaisir en 1998 pour jouer le championnat de France junior, même si mes études (en BTS de Techniques Industrielles) l'ont contraint à revenir aux Mureaux en excellence régionale. En 2001, il contacte le Paris Handball pour faire quelques essais mais Boro Golić, alors entraîneur, lui conseille d'abord de jouer en N1. Il rejoint Saint-Ouen-l'Aumône et termine meilleur buteur de la N1 puis deuxième meilleur buteur (8,3 buts/match) la saison suivante (2002-03)
Il recontacte alors le Paris Handball en 2003 et est en effet recruté. Les premières années sont plutôt fastes avec un titre de vice-champion de France (2005) et une Coupe de France en 2007. Ses bonnes performances avec Paris le conduit à être sélectionné avec l'équipe de France A' en juin 2006.
Mais sa première aventure là-bas se finit avec une relégation en deuxième division au terme de la saison 2008-2009. Il rejoint alors l'Istres Ouest Provence Handball.
En 2011, il décide de rejoindre l'équipe du Sénégal qui participe aux Jeux africains de 2011 au Mozambique, contre l'avis de son club. Les relations entre les deux parties se dégradent alors et Diaw retourne au Paris Handball qui évite de peu la relégation en D2 au terme de la saison 2011-2012 grâce notamment à une victoire face à Istres, l'un des 2 clubs relégués. Pourtant, le club change de dimension à l'intersaison en devenant le Paris Saint-Germain Handball. Diaw reste une référence dans un club qui compte neuf nationalités différentes et est nommé co-capitaine avec Didier Dinart puis Daniel Narcisse. Il complète alors son palmarès d'un titre de Champion de France en 2013 et d'une Coupe de France en 2014.
Avec la sélection Sénégalaise, il prend part aux Championnats d'Afrique des nations en 2012 et 2014.
Après un passage de 2 ans de 2014 à 2016 dans le Championnat de Roumanie qu'il remporte en 2016 avec le Dinamo Bucarest, il revient en France en 2016 au Saran Loiret Handball où il met un terme à sa carrière en décembre 2018.
Il décide alors de rejoindre le Saint-Cyr Handball qui évolue en Nationale 2. Après deux saisons perturbées par le Covid-19, il reste dans les structures du club, devenant entraineur-adjoint puis entraineur principal en 2023

## Palmarès

### En club
Sauf précision, le palmarès est acquis avec Paris
- Vainqueur du Championnat de France (1) : 2013
  - Vice-champion : 2005 et 2014
- Vainqueur du Championnat de France de D2 (1) : 2010 (avec Istres)
- Vainqueur de la Coupe de France (2) : 2007 et 2014
  - Finaliste : 2008 et 2013
- Finaliste de la Coupe de la Ligue française (2) : 2005 et 2006
- Vainqueur du Championnat de Roumanie (1) : 2016 (avec Dinamo Bucarest)

### En équipe du Sénégal
- 4e place aux Jeux africains de 2011 au Mozambique
- 5e place au Championnat d'Afrique des nations 2012 au Maroc
- 8e place au Championnat d'Afrique des nations 2014 en Algérie